# Мельничук Дмитро Олексійович
Мельничук Дмитро Олексійович (5 листопада 1943 , Марійка ) — Герой України, академік НАН і НААН України.

## Освіта
Професор (біохімія), доктор біологічних наук, заслужений діяч науки і техніки України, Лауреат Державної премії в області науки і техніки України, повний кавалер орденів України «За заслуги», ректор Національного Університету біоресурсів і природокористування України (НУБіП) України (1984-1.06.2014 рр.), професор кафедри біохімії та якості і безпеки продукції АПК ім. акад. М. Ф. Гулого НУБіП України, член бюро відділення біохімії, фізіології і медицини НАН України, член секції «Біологія» державного Комітету України з питань присвоєння державних премій України в галузях науки і техніки, засновник, Віце-президент, Президент, почесний Президент Всесвітнього консорціуму установ вищої аграрної освіти та досліджень (GCHERA), нині — член наукової Ради всесвітньої Конфедерації асоціацій установ вищої аграрної освіти і наук про життя (GCHERA, з 2013 р.), член Аграрної партії України (з 1996 р), Голова громадської організації «Рада Героїв України в АПК» (з 2014 р.), Почесний громадянин Голосіївського району м. Києва, Почесний ветеран Києва.
В різні періоди своєї діяльності також був: членом ВАК СРСР, членом Державної Думи України, членом колегії  Міністерства освіти і науки України, куратором розбудови і діяльності сільськогосподарського інституту у м. Пном-Пень (Камбоджа, 1985—1991 рр.), керував  створенням Вінницького аграрного університету (на базі раніше створеної філії НУБіП України), двічі  був обраний віце-президентом НААН України (за сумісництвом), обирався депутатом Київської міської та  Київської обласної рад народних депутатів, радником Генерального директора ФАО ООН та Голови Верховної Ради України, членом міжнародного Комітету міжнародної премії за значний вклад у збільшення світових продовольчих ресурсів («World food prize», США), членом Всесоюзного та Президентом Українського біохімічного товариства, а також  багатьох інших міжнародних і національних громадських і державних організацій, об'єднань і комісій, членом Президії та головою секції «Біологія» державного Комітету України з питань присвоєння державних премій України в галузях науки і техніки, головним редактором та членом редколегій ряду наукових міжнародних і українських видань тощо.
Підготував 11 докторів і 22 кандидатів наук.

## Біографія
Народився 5 листопада 1943 р. у с. Марійка Жашківського району Черкаської області.
Закінчив у 1959 р. Жашківську середню школу № 2.
У 1964 р. закінчив ветеринарний факультет Української сільськогосподарської академії (нині Національний університет біоресурсів і природокористування України (НУБіП України, англійською мовою — National university of life and environmental sciences of Ukraine (NULESU).
З 1965 — ветеринарний лікар насіннєвого радгоспу ім. Жданова Вінницької області. Упродовж 1965—1968 рр. навчався в аспірантурі під керівництвом акад. НАН України М. Ф. Гулого при кафедрі біохімії Української сільськогосподарської академії (УСГА); 1968—1969 рр. — асистент кафедри біохімії УСГА; 1969—1972 рр. — молодший науковий співробітник відділу біосинтезу і біологічних властивостей білків Інституту біохімії ім. О. В. Палладіна HAH України; 1972—1982 рр. — старший співробітник цього ж інституту; 1982—1984 рр. — завідувач лабораторії (відділу) регуляції обміну речовин Інституту біохімії ім. О. В. Палладіна HAH України. 1979—1984 рр. — завідувач кафедри біохімії УСГА (за сумісництвом).
- 1984—1992 рр. — ректор Української сільськогосподарської академії (УСГА) та за сумісництвом — завідувач відділу регуляції обміну речовин Інституту біохімії ім. О. В. Палладіна HAH України (на громадських засадах);
- 1992—1994 рр. — ректор Українського державного аграрного університету (УДАУ) — колишня УСГА;
- 1994—2008 рр. — ректор Національного аграрного університету (НАУ) — колишній УДАУ;
- З 20.10.2008 р. по 30.05.2014 р. — ректор Національного університету біоресурсів і природокористування України (НУБіП України) (колишній НАУ).
- Протягом 1995—1996 рр. та 2001—2003 рр. — віце-президент Національної академії аграрних наук України (НААН) та член її Президії (за сумісництвом);
- з 1984 р. по даний час — професор кафедри біохімії НУБіП України.
- 1985—1992 рр. — куратор розбудови і діяльності сільськогосподарського інституту в республіці Камбоджата
- 1984—1995 — керівник проекту щодо створення Вінницького національного аграрного університету.
- з 2014 р. — Голова Громадської організації України «Рада Героїв України в Агропромисловому Комплексі (АПК)»

## Наукова діяльність
У 1968 р. в УСГА захистив кандидатську дисертацію на тему: «Влияние активации реакций карбоксилирования на некоторые показатели обмена веществ и продуктивность животных». У 1974 р. в Інституті біохімії ім. О. В. Палладіна НАН України (м. Київ) захистив докторську дисертацію на тему: «Углекислота как фактор регуляции обмена веществ у животных». У січні 1984 р. присвоєно вчене звання професора кафедри біологічної хімії.
Основним напрямом наукової діяльності Д. О. Мельничука та його наукової школи є вивчення молекулярних механізмів регуляції обміну речовин в організмі тварин і людей та пошук і розробка способів корекції їх порушень. Спільно з акад. М. Ф. Гулим, обґрунтовано біологічну роль реакцій карбоксилювання і декарбоксилювання в обміні макромолекул та енергії у гетеротрофних організмів; встановлено низку фізико-хімічних закономірностей утворення карбаматів білків та отримано нові дані щодо їх ролі в регуляції активності ферментів; розкрито молекулярні механізми системи метаболічного гомеостазу в клітинах при порушенні кислотно-лужного стану організму; виявлено специфічні білки мембран ентероцитів тонкого кишечнику новонароджених тварин, які причетні до формування колострального імунітету; показана роль фосфоліпідів у попередженні та лікуванні гастроентеритів; зроблено вагомий внесок у розкриття механізмів впливу змін концентрацій бікарбонатів і СО2 у крові на інтенсивність енергетичного, мінерального та азотного обмінів; розкрито молекулярні механізми впливу гіперкапнії на переведення тварин у стан природного і штучного гіпобіозу, а також доведено перспективність розробленої методики для ветеринарної і медичної анестезіології; виявленні молекулярні механізми порушень регуляції обміну речовин під час таких захворювань тварин і людей як: остеопорози й остеомаляції, подагра, діабет, карієс, до- і післяродові та післяопераційні ускладнення (метаболічні кетози і ацидози), алкогольний і амонійні токсикози, а також токсикози важкими металами, кормові (харчові) ацидози тварин і людей тощо.
По матеріалам вказаних наукових досліджень опубліковані близько 700 наукових праць, в тому числі понад 10 монографій і підручників.
На основі результатів вказаних досліджень розроблено і впроваджено в практику ветеринарної і гуманної медицини та харчової і кормової сфер ряд ефективних препаратів (карбоксилін, МП-15, карбостимулін, медіхронал, фоосфомол та ін.), нових методик досліджень, а також діагностики та профілактики і лікування вказаних вище захворювань тощо. Актуальність і важливість вказаних наукових розробок підтверджується: більше 60 патентами, присвоєнням звань: Героя України (2003 р.), повного кавалера орденів України « За заслуги» (1997, 1998 і 2009 рр.), Лауреата Державної премії України в області науки і техніки (1984 р.), заслуженого діяча науки і техніки України (1990 р.), генерал-лейтенанта державної ветеринарної служби (1998 р.), лауреата премії ім. В.Вернадського (2003 р.); обранням: дійсним членом НАН (1997 р.) і НААН (1990 р.) України, почесним професором (доктором) ряду університетів США, Німеччини, Японії, Польщі, Росії, Казахстану, Грузії, Вірменії, України тощо.

## Науково-педагогічна і громадська діяльність
За період роботи на посаді ректора НУБіП України (з 1984 р. по 1.06.2014 р.) Д. О. Мельничуком організовано проведення значних реформ в університеті стосовно інтеграції освітньої, дослідницької та інноваційної діяльності, за що йому був наданий статус — дослідницького (2008 р.). У 2013 р. університет став лідером європейського конкурсу «Якість-2013р» і успішно розпочав процес акредитації за освітніми стандартами США. За період ректорства Д. О. Мельничука в університеті освоєно 37 нових спеціальностей, значно посилилась дослідницька та інноваційна діяльність університету (створені відповідні науково-дослідні та науково-інноваційні інститути, лабораторії, центри, науковий парк тощо). За період 2003—2013 рр. наукові розробки університету відзначені 6-ма Державними преміями в галузі науки і техніки України, НУБіП України увійшов в десятку найкращих університетів України та в перші 10-15 відсотків із 22 тисяч університетів світу. При НУБіП України функціонує більше 20 спеціалізованих рад по захисту дисертацій. Значний об'єм реформ в освітній, дослідницькій і інноваційній діяльності, який був проведений за період 1990—2013 рр. став підставою для офіційного визнання системи освіти НУБіП України рядом університетів США, Німеччини, Бельгії, Голландії тощо. Високий міжнародний авторитет акад. Д. О. Мельничука у цій сфері діяльності підтверджується обранням його у 2003 р. (м. Сан-Франциско) Президентом всесвітнього Консорціуму аграрних університетів і дослідницьких установ у аграрній сфері (GCHERA), куди увійшли представники більше 100 країн світу. Успішна робота Д. О. Мельничука на цій громадській посаді стала підставою для призначення його членом вищої Ради при Генеральному директорі ФАО ООН, членом міжнародного Комітету по присвоєнню Міжнародної премії (США) за визначний вклад у збільшення світових продовольчих ресурсів (World food prize), членом наукової Ради всесвітньої Конфедерації Асоціацій аграрних освітніх і дослідницьких установ, нагородженням орденом Франції «За заслуги» (2008 р.), орденом Російської Федерації ім. М. Ломоносова (2008 р.) та золотою відзнакою ФАО ООН (2008 р.) тощо.
Д. О. Мельничук є: довічним почесним сенатором Сенату штату Луїзіана (США), почесним доктором: Берлінського університету ім. Гумбольдта (Німеччина), Гентського (Бельгія) університету, Люблінського університету природничих наук (Польща); почесним професором: університетів штатів Айова і Арканзас (США), Російського державного аграрного університету — МСГА ім. К. А. Тимірязєва, Астраханського технічного університету (Російська Федерація), Варшавського університету наук про життя (Польща), Казахського, Грузинського, Вірменського аграрних університетів та ряду університетів України.

## Нагороди Д.О.Мельничука
- Герой України (з врученням ордену Держави, 05.11.2003).
- Повний кавалер орденів України — «За заслуги» III (12.1996), II (09.1998), I ступенів (2009).
- Медаль СРСР «За трудовую доблесть» (1973 р.).
- Лауреат Державної премії України в галузі науки і техніки (1984).
- Заслужений діяч науки і техніки України (1990).
- Лауреат Міжнародної премії «Дружба» (1995 р.)
- «Знак пошани» Міністерства аграрної політики України (2001 р.).
- Лауреат премії ім. В. І. Вернадського (2003 р.).
- Золота відзнака ФАО ООН «World food day» (2008 р.).
- Орден Російської федерації — ім. Ломоносова (2008 р.).
- Орден Франції — «За заслуги» (2009 р.).
- «Знак пошани» від НААН України (2014 р.).
- Почесні Грамоти Верховної Ради і Кабінету Міністрів України, почесні відзнаки АН СРСР, НАН України, МінАП, МОН, МВС, НААН, НАПН, мера м. Києва та Інших Установ і організацій, почесним ветераном м. Києва (протягом 1970—2013 рр.).

## Сім'я Д.О.Мельничука
Дружина — Мельничук Тетяна Федорівна, 1948 р. народження, канд. пед. наук, доцент кафедри культурології НУБіП України, нагороджена почесними відзнаками МОН та Мін АПК України, мера м. Києва та іншими громадськими і релігійними організаціями;
Син — Мельничук Сергій Дмитрович 1970 р. народження, Перший заступник Голови Державної служби України з питань харчової безпеки та захисту прав споживачів Кабінету Міністрів України. Доктор біологічних наук, проф., академік НААН України (спеціальність — біохімія), заслужений діяч науки і техніки України, лауреат Державної премії України в області науки і техніки. Був директором навчально-наукового інституту Якість біоресурсів та безпеки життя НУБіП України. Створив і був директором Української лабораторії якості і безпеки с/г продукції НУБіП України. Організував і був деканом факультету управління якістю та безпеки продукції АПК. Нині — професор кафедри біохімії Національного університету ім. Т. Шевченка.
Син — Мельничук Максим Дмитрович 1973 р. народження, доктор біол. наук, професор, академік НААН України, лауреат Державної премії України в області науки і техніки, нагороджений орденом України «За заслуги — 3-го ступеня». Організував і був деканом факультету агробіотехнологій НУБІП України, був проректором НУБІП України з питань наукової та міжнародної діяльності. Обраний віце-президентом міжнародної Асоціації хмелярів (2014 р.). Працював віце-президентом НААН України (2015 р.). Був головою Київської обласної державної адміністрації (2016 р.). Нині — директор Приватного Науково-Дослідного Інституту Трансферу Технологій.